# Valackare
Valackare (vallackare) kallades en person i de flesta fall saknade veterinärsutbildning vars yrke var att kastrera hästar och hade ofta starkt nedsättande innebörd.
Under sina krig i Europa, värvade den svenske kungen Karl XII bl.a. valakiska (invånare från landet Valakiet i nuvarande Rumänien) soldater till kavalleriet. När dessa inte deltog i strider, fick de sköta rytteriets hästar och därmed även kastrering av hingstarna. Sedan dess, har många av resandefolket i Sverige genom tiderna arbetat som hästkastrerare och kallats "valackare", associerade med "zigenare".
Ett annat namn för valackare är hästgällare.